# Pictures - Live at Montreux 2009
Pictures - Live at Montreux 2009 è un album dal vivo del gruppo rock britannico Status Quo, pubblicato nell'ottobre del 2009. Si tratta di un CD Bonus del DVD omonimo nella versione Deluxe.
Il 22 agosto del 2011 è poi stata pubblicata nella versione su CD, senza DVD.
Nel mese di aprile 2014, viene pubblicato una versione in vinile del concerto, stampato in numero limitato a 1'000 copie.

## Tracce CD
1. Caroline - 6:19 - (Rossi/Young)
2. The Wanderer - 2:42 - (Maresca)
3. Rain - 4:52 - (Parfitt)
4. Don't Drive My Car - 3:57 - (Bown/Parfitt)
5. Mean Girl - 1:56 - (Rossi/K. Young)
6. Softer Ride - 3:52 - (Lanaster/Parfitt)
7. Beginning of the End - 4:20 - (Rossi/Edwards)
8. Is There a Better Way - 3:44 - (Rossi/Lancaster)
9. Pictures of Matchstick Men - 2:29 - (Rossi)
10. Ice in the Sun - 2:06 - (Wilde/Scott)
11. The Oriental - 5:01 - (Rossi/Edwards)
12. Creeping Up on You - 4:52 - (Edwards/Parfitt)
13. Living on an Island - 2:49 - (Parfitt/Young)
14. Roll Over Lay Down - 5:55 - (Coghlan/Parfitt/Lancaster/Rossi/Young)
15. Down Down - 5:59 - (Rossi/Young)
16. Whatever You Want - 5:03 - (Bown/Parfitt)
17. Rockin' All Over the World - 4:33 - (Fogerty)

## Tracce Vinile

### Disco 1 Lato A
1. Caroline - 6:19 - (Rossi/Young)
2. The Wanderer - 2:42 - (Maresca)
3. Rain - 4:52 - (Parfitt)

### Disco 1 Lato B
1. Don't Drive My Car - 3:57 - (Bown/Parfitt)
2. Mean Girl - 1:56 - (Rossi/K. Young)
3. Softer Ride - 3:52 - (Lanaster/Parfitt)
4. Beginning of the End - 4:20 - (Rossi/Edwards)
5. Is There a Better Way - 3:44 - (Rossi/Lancaster)

### Disco 2 Lato A
1. Pictures of Matchstick Men - 2:29 - (Rossi)
2. Ice in the Sun - 2:06 - (Wilde/Scott)
3. The Oriental - 5:01 - (Rossi/Edwards)
4. Creeping Up on You - 4:52 - (Edwards/Parfitt)
5. Living on an Island - 2:49 - (Parfitt/Young)

### Disco 2 Lato B
1. Roll Over Lay Down - 5:55 - (Coghlan/Parfitt/Lancaster/Rossi/Young)
2. Down Down - 5:59 - (Rossi/Young)
3. Whatever You Want - 5:03 - (Bown/Parfitt)
4. Rockin' All Over the World - 4:33 - (Fogerty)

## Formazione
- Francis Rossi (chitarra solista, voce)
- Rick Parfitt (chitarra ritmica, voce)
- Andy Bown (tastiere, armonica a bocca, chitarra, cori)
- John 'Rhino' Edwards (basso, chitarra, voce)
- Matt Letley (percussioni)